# Parafia Trójcy Przenajświętszej w Lubomlu
Parafia Trójcy Przenajświętszej w Lubomlu – parafia rzymskokatolicka w Lubomlu, należy do dekanatu Łuck w diecezji łuckiej.

## Galeria

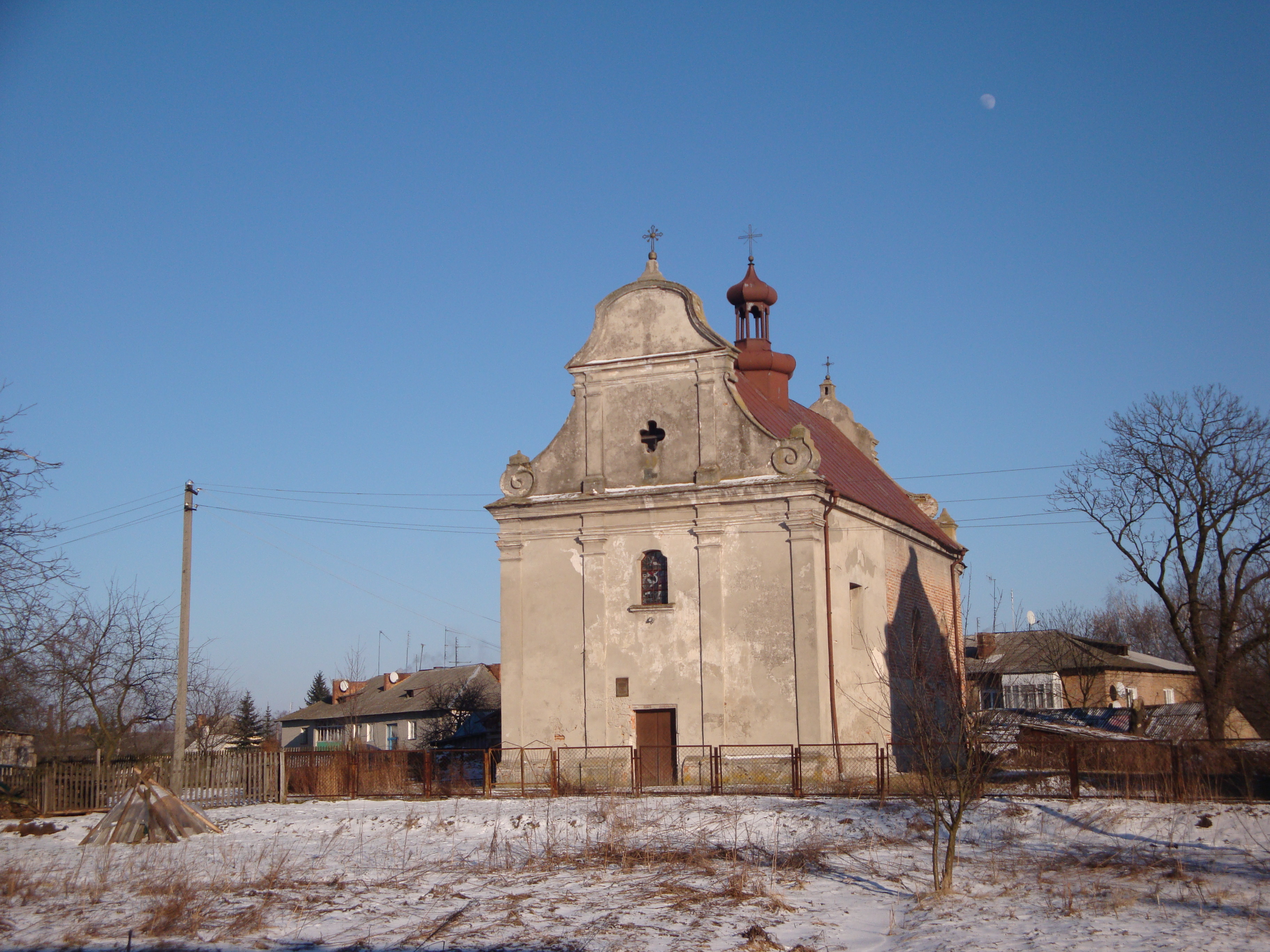
Kościół od strony południowo-zachódniej
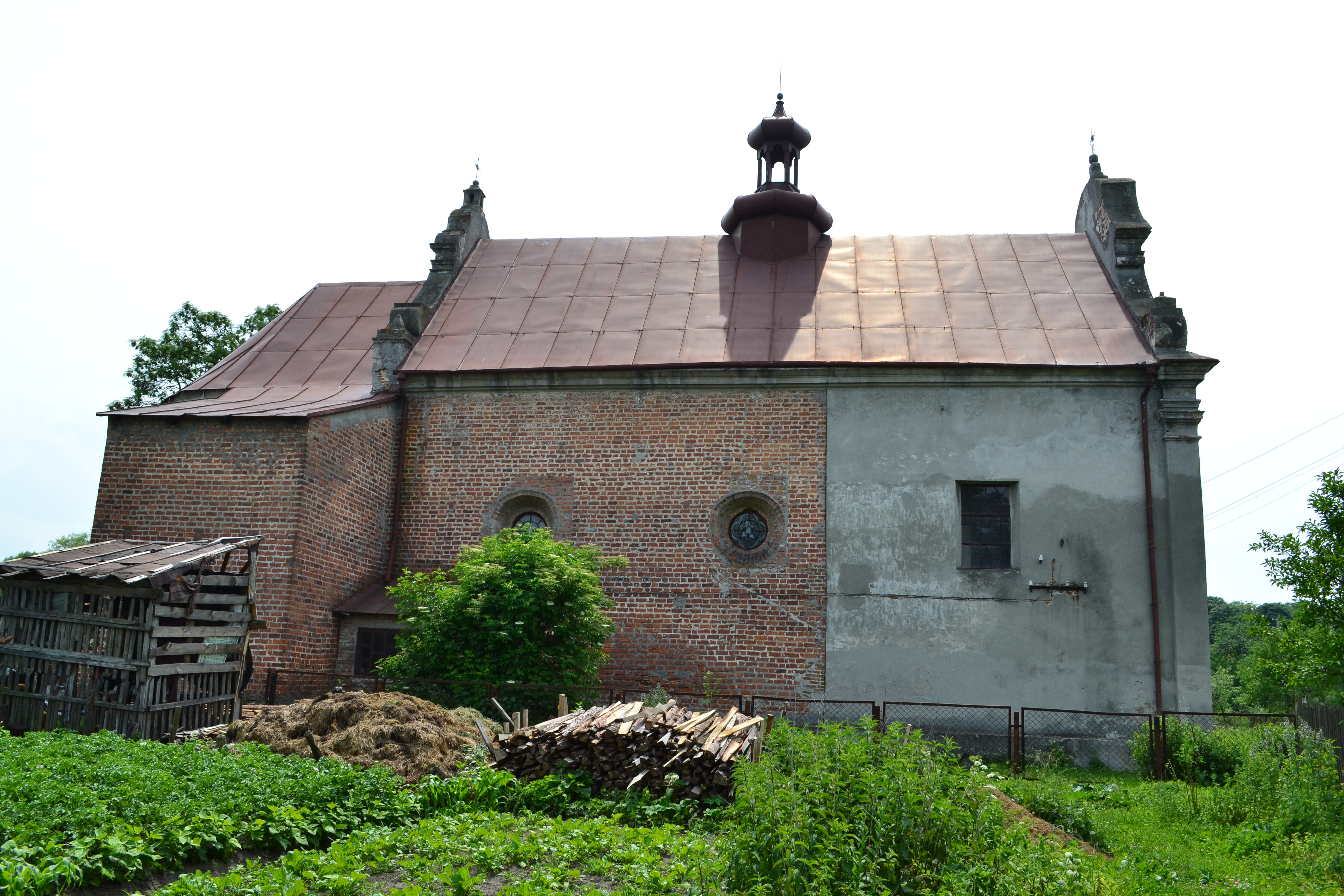
Północnej ścianie kościoła
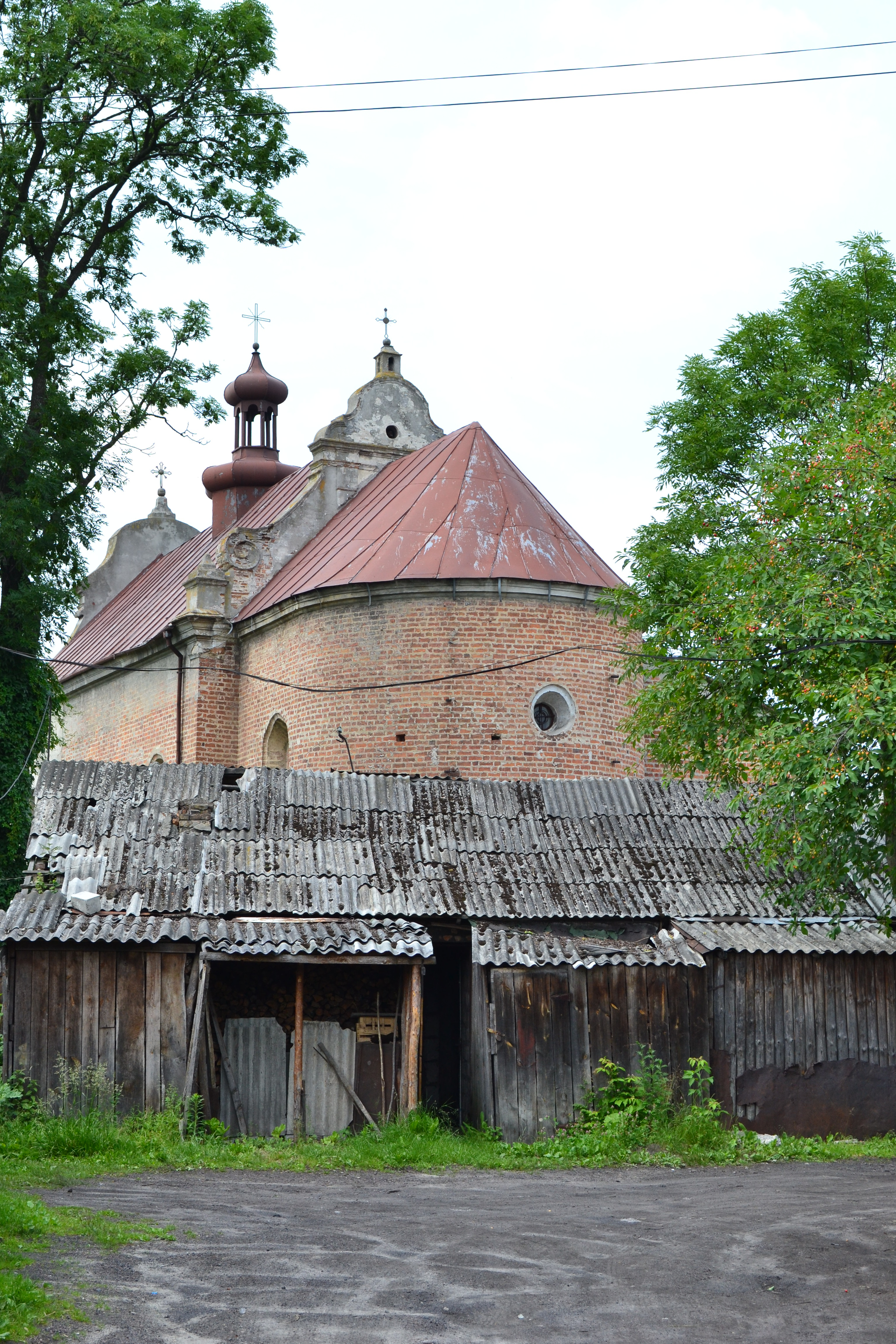
Kościół od strony południowo-wschodniej
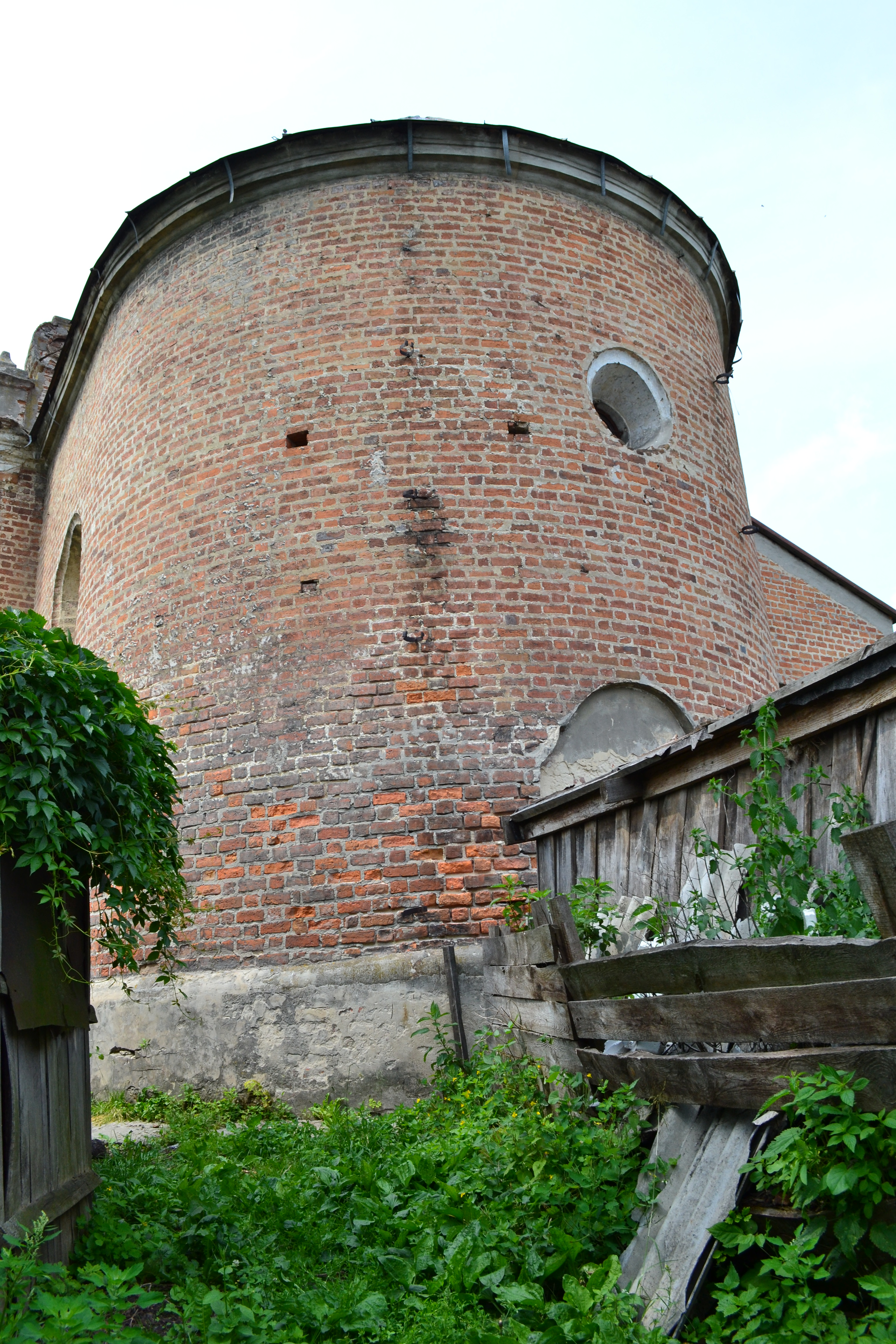
Apsyda kościoła. Widok od strony południowo-wschodniej
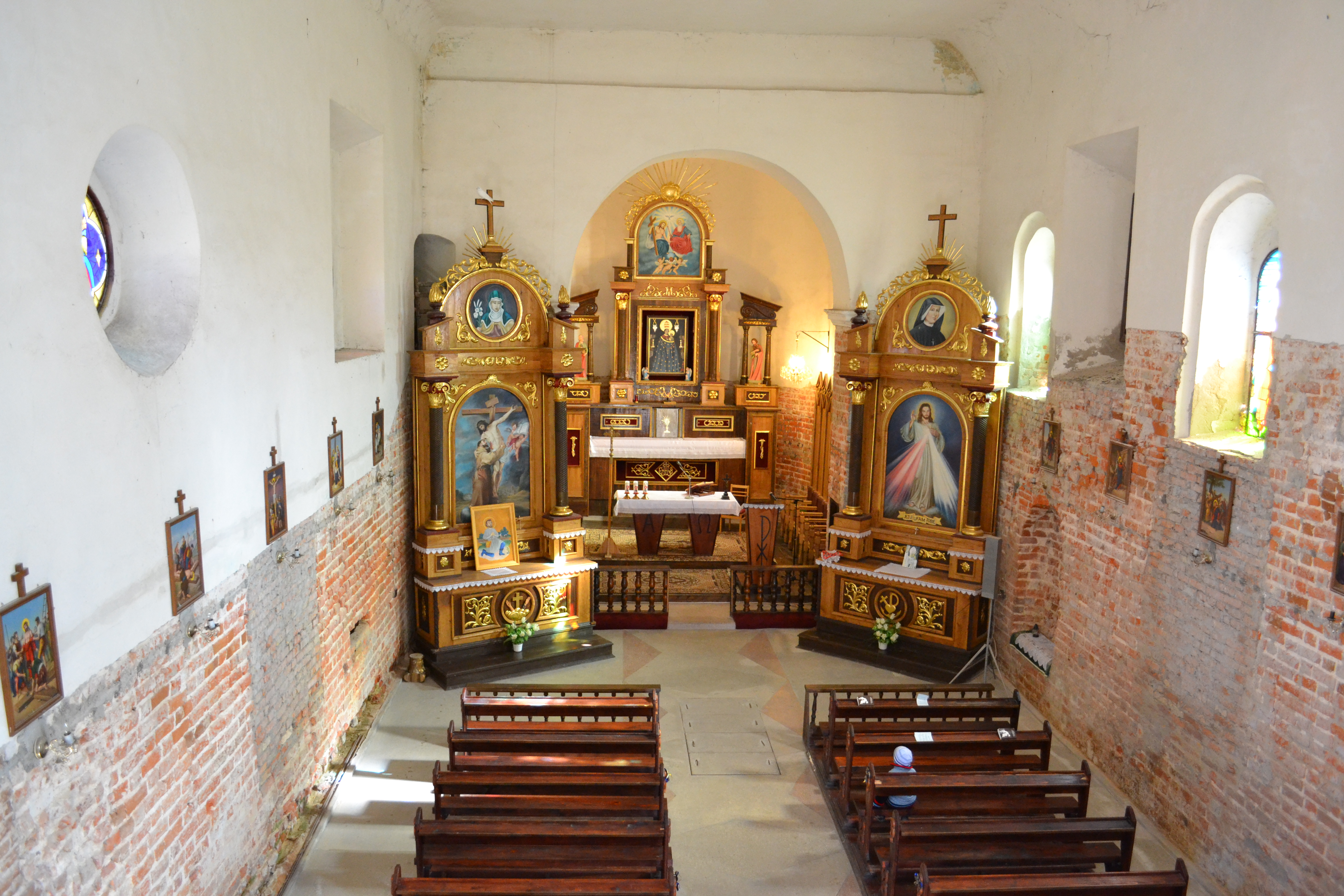
Wnętrze kościoła
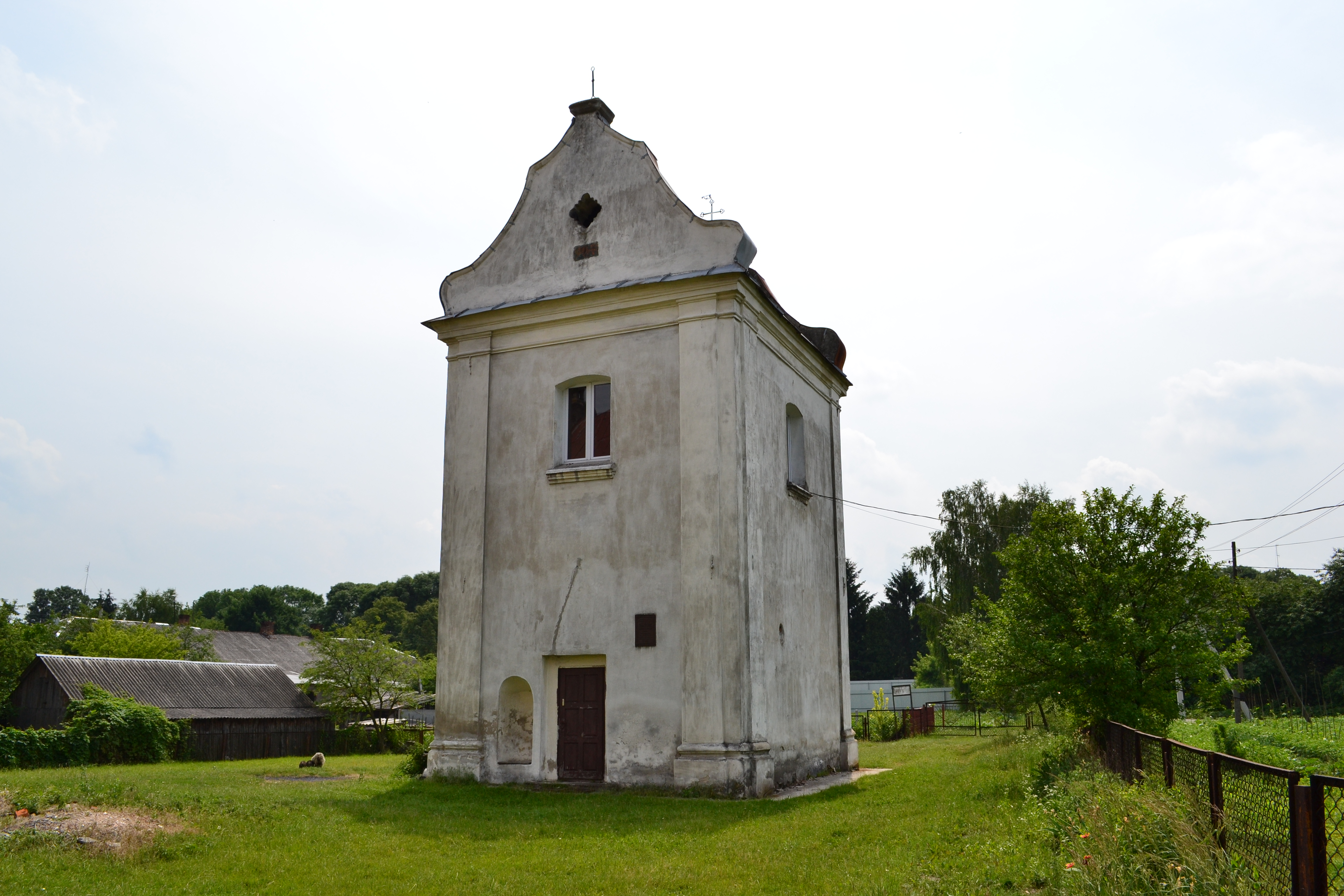
Dzwonnica kościoła. Widok od strony północno-zachódniej